# DED’s it Productions
DED’s it Productions ist eine belgische Filmproduktionsfirma.
2003 ging die Filmproduktions-Firma mit der Fernsehserie Koffie verkeerd an den Start. Die bislang erfolgreichste Produktion von DED’s it Productions war die bei Nickelodeon gesendete Fernsehserie Das Haus Anubis. Bis zum Ende der Serie im Mai 2012 entstanden insgesamt drei Staffeln.

## Filmografie (Auswahl)
- 2003: Koffie verkeerd
- 2005: Oekanda
- 2006: Het huis Anubis
- 2009: Wij van België
- 2009–2012: Das Haus Anubis
- 2010: Tegen de sterren op
- 2010: De chriscollectie
- 2011–2013: House of Anubis
- 2012: Das Haus Anubis – Pfad der 7 Sünden